# جوزيف كوزينسكي
جوزيف كوزينسكي (بالإنجليزية: Joseph Kosinski)‏ مواليد 03 مايو 1974 في آيوا، ومنتج أفلام وكاتب سيناريو أمريكي بدأ مسيرته الفنية عام 1999.

## الأعمال
- ترون: الإرث
- النسيان

## وصلات خارجية
- الموقع الإلكتروني
- جوزيف كوزينسكي على موقع IMDb (الإنجليزية)
- جوزيف كوزينسكي على موقع روتن توميتوز (الإنجليزية)
- جوزيف كوزينسكي على موقع ألو سيني (الفرنسية)
- جوزيف كوزينسكي على موقع ميوزك برينز (الإنجليزية)
- جوزيف كوزينسكي على موقع أول موفي (الإنجليزية)
- جوزيف كوزينسكي على موقع بوكس أوفيس موجو (الإنجليزية)
- جوزيف كوزينسكي على موقع قاعدة بيانات الأفلام السويدية (السويدية)
- جوزيف كوزينسكي على موقع قاعدة بيانات الفيلم (الإنجليزية)
- جوزيف كوزينسكي على موقع كينوبويسك (الروسية)